# Hadena cucubali
Hadena cucubali là một loài bướm đêm trong họ Noctuidae.